# Polima
Polima é uma aldeia localizada na freguesia de São Domingos de Rana, município de Cascais.
Delimitada a Norte por Conceição da Abóboda, Oeste por Abóboda, Sul por Outeiro de Polima e Leste pela Ribeira da Lage e Porto Salvo (Concelho de Oeiras), apresenta como um dos principais pontos de interesse a Villa Romana de Freiria, sítio arqueológico que se encontra delimitado por Polima e Outeiro de Polima.